# 曼貝雷河

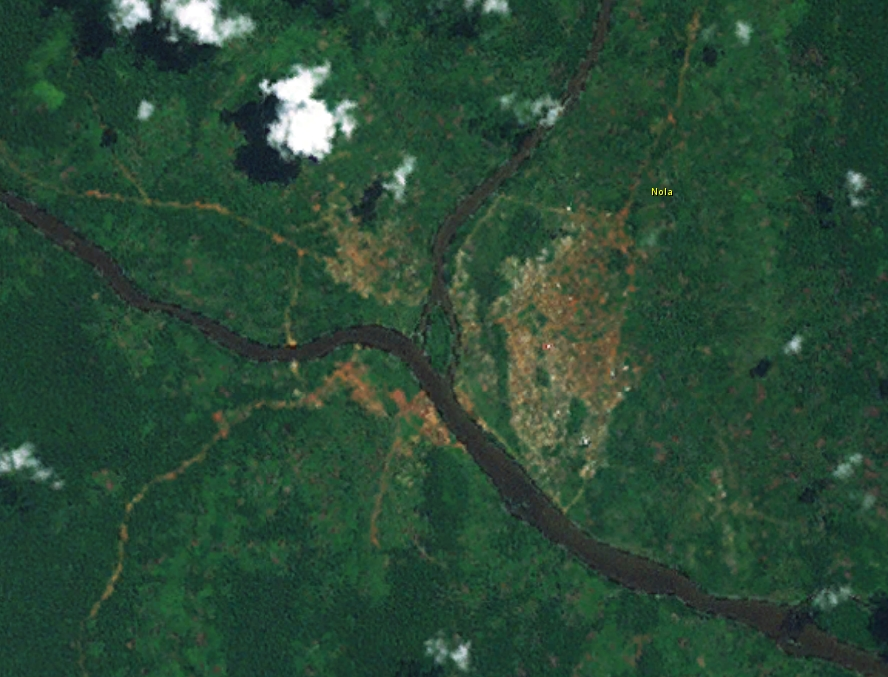

曼貝雷河（法語：Mambéré），是中非共和國的河流，河道全長488公里，流域面積27,900平方公里，發源自梅甘加東南面約50公里，最終在諾拉與卡代伊河匯流成為桑加河。